# Río Coari
El río Río Coari es un río amazónico brasileño, un afluente por la margen derecha del río Solimoes, que baña el estado de Amazonas. Tiene una longitud de unos 530 km.

## Geografía
El río Coari es un río de aguas claras, que nace en una zona muy poco poblada de la parte suroccidental del estado de Amazonas.  Discurre en dirección noreste, en un curso entre el río Tefé y el río Tarauã, sin que pase por ninguna localidad de importancia. En el curso bajo, tras recibir al río Itanhauã por la margen izquierda, desagua en el lago Coari, con 642 km² y 77 km de longitud y unos 10 de ancho. En el lago también desaguan el río Urucú y el río Arauá. El lago vierte sus aguas directamente al río Solimões, en la localidad de Coari (102.410 hab. en 2006), localizada a 363 kilómetros aguas arriba de Manaus.